# Latorca
A Latorca (ukránul: Латориця, szlovákul: Latorica) folyó Ukrajnában és Szlovákiában.
Az Északkeleti-Kárpátokban, a Vereckei-hágó közelében ered 850 m-es tengerszint feletti magasságban. Hossza 188 km, ebből 156,6 km (94%) Ukrajnában, 31,4 km (6%) Szlovákiában található. Vízgyűjtő területének mérete 3130 km². Átlagos vízhozama Csapnál 37 m³/s.
A forrástól Szolyváig hegyi jellegű folyó, onnan a folyóvölgy Munkácsig hol szélesedik, hol ismét összeszűkül, majd a folyása síkvidéki jelleget ölt. A folyó Tiszasalamonnál, Csap környékén lépi át a szlovák-ukrán határt, ahol pár kilométerre megközelíti a Tiszát is. Legnagyobb mellékfolyója a Laborc. Szlovákiában, Zemplén falunál az Ondavával egyesülve kapja a Bodrog nevet, mely a Tisza egyik mellékfolyója.
Völgye fontos közlekedési útvonal. A folyó mellett halad az E50-es európai (M06-os ukrajnai) főút, valamint Munkácstól Szolyváig a Latorcát követi a Csap–Bátyú–Munkács–Lviv-vasútvonal is. A folyó mentén fekvő legnagyobb település Munkács.

## Települések a folyó mentén
(Zárójelben az ukrán és szlovák név szerepel.)
| - Latorcafő (Латірка) - Katlanfalu (Котельниця) - Alsóverecke (Нижні Ворота) - Vezérszállás (Підполоззя) - Kisanna (Ганьковиця) - Hársfalva (Неліпино) - Szolyva (Свалява) - Újtövisfalva (Драчино) - Bányfalu (Сусково) - Kishídvég (Пасіка) - Beregvár (Карпати) - Kiscserjés (Вільховиця) - Repede (Бистриця) - Szentmiklós (Чинадійово) - Nyírhalom (Буковинка) - Kustánfalva (Куштановиця) - Kölcsény (Кольчино) - Kendereske (Коноплівці) - Munkács (Мукачево) - Ódávidháza (Старе Давидково) - Újdávidháza (Нове Давидково) - Nagylucska (Великі Лучки) - Dombokpuszta (Домбоки) | - Nagydobrony (Велика Добронь) - Kínlódj (Кінлодь) - Vinkó (Вінкове) - Kisdobrony (Мала Добронь) - Tiszaágtelek (Тисаагтелек) - Kisgejőc (Малі Геївці) - Oroszgejőc (Руські Геївці) - Csarondahát (Червоне) - Tiszaásvány (Тисаашвань) - Csap (Чоп) - Tiszasalamon (Соломоново) - Szirénfalva (Ptrukša) - Ágcsernyő (Čierna) - Battyán (Boťany) - Lelesz (Leles) - Bodrogmező (Poľany) - Csicser (Čičarovce) - Szolnocska (Soľnička) - Boly (Boľ) - Bés (Beša) - Zétény (Zatín) - Rad (Rad) |

## Mellékvizek
Jelentősebb mellékvizei (zárójelben a torkolattól mért távolság):
- Laborc (jobb part)
- Sztára (jobb part, 69 km)
- Viznice (jobb part, 104 km)
- Matejkova (jobb part, 115 km)
- Pinye (jobb part, 127 km)
- Szvalyavka (bal part, 129 km)
- Vicsa (bal part, 132 km)
- Zsdenyovka (jobb part, 159 km)
- Szlavka (bal part, 166 km)
- (Високобережний) (b)
- (Коропецький) (b)
- (Володяка) (j)